# Pseudocercospora kleinhoviae
Pseudocercospora kleinhoviae är en svampart som först beskrevs av Franz Xaver von Höhnel, och fick sitt nu gällande namn av Deighton 1976. Pseudocercospora kleinhoviae ingår i släktet Pseudocercospora och familjen Mycosphaerellaceae.   Inga underarter finns listade i Catalogue of Life.